# Филомарино, Асканио
Асканио Филомарино (итал. Ascanio Filomarino; 1583, Неаполь, Неаполитанское королевство — 3 ноября 1666, там же) — итальянский кардинал, доктор права. Архиепископ Неаполя с 16 декабря 1641 по 3 ноября 1666. Кардинал-священник с 16 декабря 1641, с титулом церкви Санта-Мария-ин-Арачели с 10 февраля 1642.

## Биография
Из дворян. Родился в семье герцогов Делла Торре.
Обучался в Беневенто. Получил докторскую степень в области права, затем отправился в Рим. Обратил на себя внимание кардинала Маффео Барберини, который нуждался в новом камергере. Кардинал, впоследствии избранный папой под именем Урбан VIII, способствовал его карьере. Ездил с дипломатическими миссиями в Испанию.
Филомарино служил каноником в папской базилике Санта-Мария-Маджоре в Риме. Отказался принять предложенную ему королём Испании архиепархию Салерно.
До 1634 г. — аббат аббатства Св. Марии Магдалены в Сант-Эджидио-дель-Монте-Альбино.
16 декабря 1641 года папа Урбан VIII назначил его Кардинал-священником с титулом церкви Санта-Мария-ин-Арачели.
19 января 1642 года стал архиепископом Неаполя (Неаполитанское королевство).
В 1644 году участвовал в конклаве, избравшем папу Иннокентия X и в конклаве 1655 года, избравшем папу Александра VII.
Сыграл важную роль в истории Неаполя. На период его служения архиепископом Неаполя пришлось восстание Мазаньелло. Во время восстания против Габсбургов в 1647 году взял на себя роль посредника. Принимал активные меры по борьбе с эпидемией чумы в 1656 году.
Умер в 1666 году. Похоронен в Неаполе в Соборе Святого Януария.